# Madre (curtmetratge de 2017)
Madre (2017) és un curtmetratge de ficció escrit i dirigit per Rodrigo Sorogoyen i produït per Caballo Films, Malvalanda i Apache Films. És protagonitzat per Marta Nieto, Blanca Apilánez i Álvaro Balas.
Ha collit múltiples premis i seleccions després de la seva estrena al març de 2017, entre ells Millor Curtmetratge de Ficció als XXXII Premis Goya. Va ser també nominat als Premis Oscar de 2018 en la categoria de millor curtmetratge.
En 2019, Sorogoyen va continuar la història en el llargmetratge del mateix títol, els primers minuts del qual consisteixen en el curtmetratge íntegre.

## Sinopsi
La quotidiana conversa entre Marta i la seva mare es converteix en una tràgica situació contrarellotge quan reben una trucada del seu fill de 6 anys des d'una platja francesa perdut sense el seu pare.
Marta i la seva mare arriben a casa i tenen una conversa informal que s'interromp per una crida del fill de 6 anys de Marta. Ell l'informa que el seu pare (el seu exmarit), amb qui es troba de vacances en el sud de França, l'ha deixat només en una platja i té por perquè no sap on està el seu pare. Marta comença a preguntar-li sobre el parador del seu pare, quant temps s'ha anat i on està el nen. El seu fill no sap on està i fins i tot no està segur de si està a França o a Espanya. Marta li pregunta qui està al seu al voltant i ell no li diu a ningú. A mesura que Marta comença a preocupar-se cada vegada més, descobreix que el telèfon del seu fill està gairebé sense energia. Marta fa que la seva mare parli amb el seu fill mentre crida a una amiga del pare, però l'amiga no sap res del seu parador, ja que no li ha parlat durant algun temps. El seu fill li demana que parli amb ella i els dos s'espanten més i més.
La trucada telefònica del fill cau. Marta telefona a la policia que li fa diverses preguntes i després li diu que vingui i faci un informe. Ella els pregunta si poden rastrejar la trucada i repeteixen que ella ha de venir per fer un informe. Marta, ara frustrada i enutjada, decideix conduir a França per a buscar al seu fill. Ella surt de l'apartament, però quan baixa les escales, el telèfon sona novament.
És el seu fill. Ella li demana que descrigui la platja o qualsevol cosa que hi hagi vist. Enmig de la conversa, ell li diu que un home desconegut ha arribat. Ell li diu a Marta que l'home està sol i es veu alleujant-se. L'home està saludant al nen i el seu fill informa que està espantat i que no vol parlar amb l'home.
Marta li diu que corri. Ella li diu que corri i s'amagui, i ell ho fa. Ell li diu que l'home l'està buscant, i després Marta escolta la veu de l'home que li fa una pregunta al fill abans que la trucada es torni a interrompre. Marta surt de l'apartament. La pel·lícula acaba amb una breu presa d'una platja deserta.

## Premis
| Festival                                           | Premi                                                        | Any  |
| -------------------------------------------------- | ------------------------------------------------------------ | ---- |
| Festival de Cinema d'Alcalá de Henares             | Premio Comunidad de Madrid                                   | 2017 |
| Festival de Cinema d'Alcalá de Henares             | Premi del públic                                             | 2017 |
| Festival de Màlaga                                 | Premi del públic i Millor Actriu                             | 2017 |
| Festival de Cinema d'Alacant                       | Millor Director, Millor Actriu, Millor Curtmetratge Nacional | 2017 |
| Festival de Cinema de l'Alfàs del Pi               | Segon Premi, Millor Actriu                                   | 2017 |
| Festival Internacional de Cinema Independent d'Elx | Primer Premi                                                 | 2017 |
| Festival de Cinema de Menorca                      | Premi Illes en Curt                                          | 2017 |
| Austin Film Festival                               | Seleccionat                                                  | 2017 |
| Premis Goya 2018                                   | Guanyador                                                    | 2017 |